# Псевдоним типа
Псевдоним типа (англ. type alias) — средство языка программирования C++, введённое в синтаксис стандарта C++11 для повышения удобства обращения к пользовательским и встроенным типам данных.
Вообще говоря в C++ новое имя типа можно продублировать следующими двумя способами: 
- определение с помощью директивы typedef, которое часто называется typedef-объявлением,
- определение с помощью директивы using, которое называется объявлением псевдонима.

Во всех случаях эта операция возможна только для уже определённого типа данных, так как при объявлении псевдонима он не определяет новый тип и не затрагивает свойства своего типа, а просто становится его синонимом для последующего применения в процессе разработки кода. Не существует значительной разницы между объявлением псевдонима типа и объявлением нового идентификатора с использованием спецификатора typedef. Однако применение синтаксиса псевдонимов может повысить наглядность и читаемость кода, например при объявлении указателей на функции:
typedef int (*FT)(char, double); // typedef-объявление типа указателей на функцию с двумя параметрами

using FT = int (*)(char, double); // объявление псевдонима для указателей на функцию с двумя параметрами

Кроме этого, в отличие от обычных typedef-объявлений псевдонимы типов могут быть параметризованы начиная с версии C++11.